# 제53회 아카데미상
제53회 아카데미상은 1981년 3월 31일에 열린 시상식이다. LA 도로시 챈들러 파빌리온에서 개최되었으며 사회자는 조니 카슨이다.

## 후보 및 수상

### 작품상
- 보통 사람들 - 로널드 L. 슈워리 수상
- 광부의 딸 - 버나드 슈왈츠
- 엘리펀트 맨 - 조나단 세인저
- 분노의 주먹 - 어윈 윙클러
- 테스 - 클로드 베리

### 남우주연상
- 분노의 주먹 - 로버트 드 니로 수상
- 엘리펀트 맨 - 존 허트
- 위대한 산티니 - 로버트 듀발
- 스턴트 맨 - 피터 오툴
- Tribute - 잭 레먼

### 여우주연상
- 광부의 딸 - 씨씨 스페이식 수상
- 글로리아 - 제나 로우랜즈
- 보통 사람들 - 매리 테일러 무어
- 벤자민 일등병 - 골디 혼
- Resurrection - 엘렌 버스틴

### 남우조연상
- 보통 사람들 - 티모시 허튼 수상
- 위대한 산티니 - 마이클 오키프
- 멜빈과 하워드 - 제이슨 로바즈
- 보통 사람들 - 주드 허쉬
- 분노의 주먹 - 조 페시

### 여우조연상
- 멜빈과 하워드 - 메리 스틴버겐 수상
- 인사이드 무브 - 다이아나 스카위드
- 벤자민 일등병 - 에일린 브레넌
- 분노의 주먹 - 캐시 모리어티
- Resurrection - Eva LeGallienne

### 감독상
- 보통 사람들 - 로버트 레드포드 수상
- 엘리펀트 맨 - 데이빗 린치
- 분노의 주먹 - 마틴 스코세이지
- 스턴트 맨 - 리차드 러쉬
- 테스 - 로만 폴란스키

### 각본상
- 멜빈과 하워드 - 보 골드먼 수상

### 각색상
- 보통 사람들 - Alvin Sargent 수상

### 촬영상
- 테스 - 죠프리 언스워스 수상

### 편집상
- 분노의 주먹 - 셀마 슈메이커 수상

### 미술상
- 테스 - 피에르 구프로이 수상

### 의상상
- 테스 - 안소니 포웰 수상

### 음악상
- 페임 - 마이클 고어 수상

### 주제가상
- 페임 - 마이클 고어 수상

### 음향믹싱상
- 스타 워즈 에피소드 5 - 제국의 역습 - Bill Varney 수상

### 외국어영화상
- Moskva slezam ne verit 수상

### 단편애니메이션상
- A Legy - Ferenc Rofusz 수상

### 단편영화상
- 달러 보텀 - Lloyd Phillips 수상

### 장편다큐멘터리상
- From Mao to Mozart: Isaac Stern in China - Murray Lerner 수상

### 단편다큐멘터리상
- Karl Hess: Toward Liberty - Roland Halle 수상

### 공로상
- 헨리 폰다 수상
- 표창메달Fred Hynes 수상